# معادن أملاح السلفو

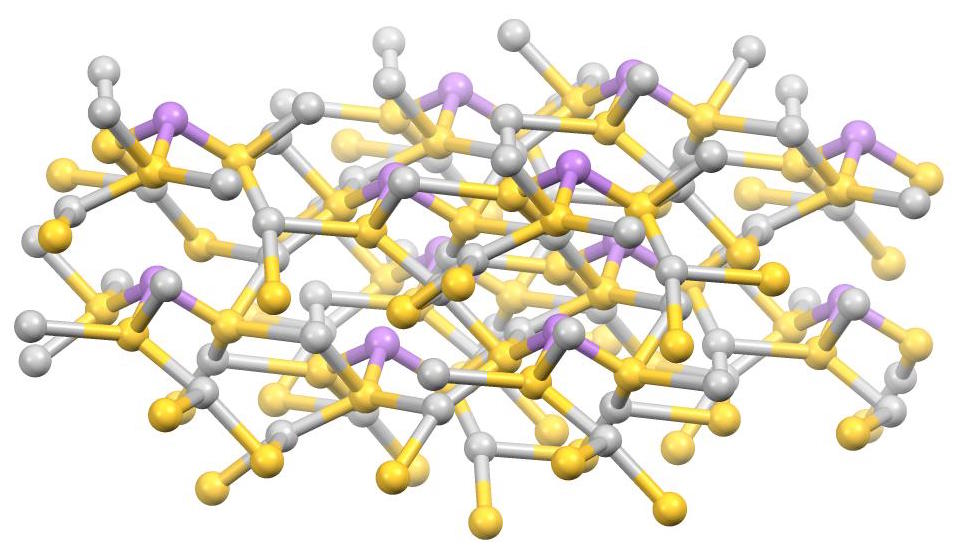

معادن أملاح السلفو هي معادن تصنف فرعاً من معادن الكبريتيدات وهي ذات الصيغة العامة AmBnSp، حيث تمثل A فلزاً مثل النحاس أو الرصاص أو الفضة أو الحديد، وبشكل نادر الزئبق أو الزنك أو الفاناديوم؛ أما B فعادةً ما تمثل شبه فلز مثل الزرنيخ أو الإثمد أو البزموت أو بشكل نادر الجرمانيوم أو قلزات مثل القصدير أو الفاناديوم؛ في حين أن S فهي تشير إلى الكبريت، وقد يستخدم بشكل نادر في هذه الصيغة العامة للإشارة إلى السيلينيوم و/أو التيلوريوم.
تندرج معادن أملاح السلفو وفق تصنيف شترونز تحت تصنيف أشمل يسمى الكبريتيدات وأملاح السلفو. تندرج ضمن هذه المعادن فصيلة من معادن أملاح السلفو الزرنيخية.

## أمثلة
يوجد هناك حوالي200 مثال على معادن أملاح السلفو؛ من ضمنها:
النمط A3BX3
- - بيرارجيريت Ag3SbS3
  - بروستيت Ag3AsS3
  - تتراهيدريت Cu12Sb4S13
  - تينانتيت Cu12As4S13

النمط A3BX4
- - إينارغيت Cu3AsS4
  - سولفانيت Cu3VS4
  - سامسونيت Ag4MnSb2S6
  - جيوكرونيت Pb14(Sb,As)6S23
  - غراتونيت Pb9As4S15

النمط A2BX3
- - بورنونيت PbCuSbS3
  - سيليغمانيت PbCuAsS3
  - أيكينيت PbCuBiS3

النمط ABX2
- - بولانغيريت Pb5Sb4S11
  - ماتيلديت AgBiS2
  - كالكوستيبيت CuSbS2
  - تيليت PbSnS2

النمط A2B2X5
- - رامدوريت Ag3Pb6Sb11S24
  - جيمسونيت Pb4FeSb6S14
  - كوساليت Pb2Bi2S5

النمط A2B3X6
- - أندوريت PbAgSb3S6
  - ليندستروميت Pb3Cu3Bi7S15

النمط AB2X4
- - تسينكينيت Pb9Sb22S42
  - برتييريت FeSb2S4
  - سيليندريت Pb3Sn4FeSb2S14